# John Cain Arena
John Cain Arena (anteriormente conhecido como Melbourne Arena, entre outros) é um estádio de esportes que é parte do complexo Melbourne Park, em Melbourne, na Austrália.

## Naming rights
Durante sua construção e também nos Jogos da Commonwealth de 2006, a arena foi originalmente chamada de Melbourne Park Multi-Purpose Venue. Quando foi inaugurada em 2000, um patrocinador imediatamente comprou direitos, e ficou chamada de Vodafone Arena. Esse acordo durou oito anos. Em 12 de maio de 2008, foi anunciado que seu nome mudaria para Hisense Arena, em um negócio multimilionário de seis anos. Em 2014, foi prorrogado por mais três anos. Apesar de o contrato ter terminado no final de 2017, a multinacional Hisense manteve os direitos de nomenclatura por mais vários meses adicionais.
Então, em agosto de 2018, a Tennis Australia anunciou a compra dos naming rights e decidiu chamar o local de Melbourne Arena, afirmando que preferia um título não comercial, "icônico com a cidade". O nome não corporativo vigoraria por cinco anos, embora o governo de Victoria e a Tennis Australia não tenham descartado a extensão do nome da arena além desse período.
Em 3 de fevereiro de 2020, o premier do estado de Victoria Daniel Andrews anunciou que a arena seria renomeada para John Cain Arena, em homenagem a John Cain, o 41º premier vitoriano, que é considerado uma figura fundamental na manutenção do Australian Open em Melbourne, em meados dos anos 1980. O novo nome entrou em vigor em dezembro de 2020.

## História
A construção da John Cain Arena começou no final dos anos 90 e foi concluída em 2000. Ela possui uma pista de ciclismo coberta com assentos para eventos de quadra. A quadra de tênis tem uma superfície GreenSet (entre 2008 e 2019 a superfície era plexicushion) e o telhado é retrátil, tornando-a um dos poucos locais onde o tênis pode ser jogado durante a chuva.
O local tem capacidade para acomodar no máximo 11.000 espectadores para eventos como concertos de música, onde há disponibilidade de assentos gerais ou em pé. Para basquete, netball e tênis, a capacidade é de 10.500. Quando o velódromo está em uso, as margens norte e sul dos assentos, que cobrem as curvas, são elevadas para revelar a pista, enquanto o assento do piso é removido, deixando a capacidade reduzida para 4.500.
A arena tem sido usada para jogos de netball para os jogos Melbourne Phoenix e Melbourne Kestrels no Commonwealth Bank Trophy. Melbourne Phoenix e Melbourne Kestrels jogaram seu último jogo em casa lá antes de se fundirem para se tornarem o Melbourne Vixens, que o usaram para jogos em casa no ANZ Championship até 2016. Desde 2017, os Vixens e a nova equipe Magpies usam a arena na National Netball League.
O maior público de netball na arena foi em 20 de novembro de 2004, quando 10.300 viram a seleção nacional australiana derrotar a Nova Zelândia por 53 a 51.
Após a renovação da Margaret Court Arena, como parte de melhorias que custaram A$ 363 milhões para o Melbourne Park, a tempo para o Australian Open de 2015, que incluiu teto retrátil e aumento na capacidade de 6.000 para 7.500 visitates, o Melbourne United (antigo Melbourne Tigers) e os Melbourne Vixens anunciaram suas intenções de se mudar para a Margaret Court Arena (MCA), de menor capacidade, a partir de 2015. No entanto, o Melbourne United abandonou sua mudança para MCA após a temporada 2015-16 da NBL, e continua a fazer a maior parte de suas apresentações na John Cain Arena (o United joga alguns compromissos no State Netball e Hockey Centre quando o Australian Open se desenrola em janeiro), enquanto o Vixens continuará a dividir seus jogos entre a John Cain e a Margaret Court Arena, com a primeira usada para jogos em que se espera atrair um público maior.

## Eventos

### Australian Open
Todos os anos, o local recebe muitos jogos, como parte do Australian Open. Normalmente, era usado apenas para partidas diários nos primeiros 10 dias do evento de tênis. Em 2012, começou a acolher duelos noturnos durante a primeira semana do Grand Slam, ao mesmo tempo em que também havia programação na vizinha Rod Laver Arena. A primeira partida do Australian Open disputada ali foi em 15 de janeiro de 2001, e durou menos de dez minutos, quando Monica Seles avançou para a segunda fase depois que Brie Rippner desistiu, com uma lesão no segundo game. O primeiro jogo concluído na quadra foi a vitória de Tim Henman, na primeira fase, sobre Hicham Arazi.

### Basquetebol
A John Cain Arena é a principal quadra das equipes da National Basketball League (NBL), Melbourne United e South East Melbourne Phoenix. Anteriormente, os Victoria Titans e South Dragons usavam-na como casa, até que os altos preços dos aluguéis forçaram as equipes a encontrar novos espaços. Até esta mudança, estava-se praticamente desabasteciod de eventos esportivos fora das duas semanas do Australian Open. Os Dragons, fundados em 2006 até se retirarem da competição após vencerem o campeonato em 2009, jogaram três temporadas na arena. Para a temporada 2012–13 da NBL, os Tigers (agora rebatizados de Melbourne United) voltaram ao local e jogaram 7 de seus 13 jogos como mandantes. Mais tarde, transferiram todos os jogos nessa condição para lá. O Phoenix, que estreou na temporada 2019-20 da NBL, divide-se entre a John Cain Arena e o State Basketball Center em Wantirna South, como mandante.
O maior público de basquete se deu em 4 de dezembro de 2016, durante a temporada 2016–17 da NBL, quando 10.300 torcedores viram o Melbourne United derrotar o New Zealand Breakers por 98 a 74. Isso quebrou o recorde anterior, de 9.308 pessoas, estabelecido em 2008 em um derby local entre os South Dragons e os Melbourne Tigers.
O espaço co-hospedou o FIBA Oceania Championship de 2007, em que a seleção australiana de basquete conquistou a medalha de ouro.

### Netball
O Netball é jogado regularmente. É a casa dos Melbourne Vixens e Collingwood Magpies na competição Suncorp Super Netball. O Australian Diamonds às vezes joga partidas internacionais como mandante. O local também sediou o Fast5 Netball World Series de 2016, 2017 e 2018.

### Jogos da Commonwealth
Durante a edição de 2006, o estádio foi usado para basquete e outros esportes. Seu nome foi alterado para Multi-Purpose Venue, com toda a sinalização relacionada à Vodafone coberta com lençóis pretos, pois a Telstra, concorrente da Vodafone, era um dos principais patrocinadores do evento.

### Ciclismo
Em 2004 e 2012, foi realizado o UCI Track Cycling World Championships.

### Hóquei no gelo
Entre 14 e 15 de junho de 2013, serviu de palco para uma série de exibições entre equipes respresentando os Estados Unidos e o Canadá.

### Entretenimento
Recebe vários shows e eventos de entretenimento anualmente. Em 26 de fevereiro de 2007, a boy band irlandesa Westlife se apresentou com a turnê The Love Tour, em suporte ao trabalho The Love Album. Em 18 de setembro de 2018, o grupo pop Mayday introduziu a Life Tour, repercutindo o álbum History of Tomorrow. Entre 2011 e 2013, serviu de sede para os jurados de Melbourne em audição para a versão local do reality show musical The X Factor.